# Реми
 Тази статия е за термина от шаха.  За Жорж Реми вижте Ерже.  
Реми е термин от шахмата, означаващ „равенство“. Получава се, когато играчите няма как да се матират (победят).

## Случаи на реми в шахмата
- Патова ситуация за единия играч
- При невъзможност за мат (обикновено заради недостиг на материал за матиране, например ако и двата играчи имат единствено цар на дъската)
- При трикратно повторение на позицията
- По лично споразумение
- Когато играчите направят 50 хода без да вземат нито една фигура или да не местят нито една пешка (т.нар. „петдесет ходово правило“)